# Джебчията
„Джебчията“ (на френски: Pickpocket) е френски филм от 1959 година на режисьора Робер Бресон, създаден по мотиви от романа на Фьодор Достоевски „Престъпление и наказание“.

## Сюжет
Мишел (Мартин Ла Сал) отива на конни надбягвания и краде пари от джоба на един зрител. Той напуска хиподрума убеден, че никой не го е забелязал, но внезапно е арестуван. Инспекторът (Жан Пелегри) освобождава Мишел, защото доказателствата срещу него не са достатъчни. Скоро Мишел попада на група професионални джебчии, които го обучават в занаята си и го канят да се присъедини към добре координираното джебчийство, което извършват в пренаселените публични места.
Веднъж Мишел отива да посети майка си и там среща Жана (Марика Греен), която го увещава да идва по често. Неговият приятел Жак (Пиер Леймари) отива на среща с Жана и кани Мишел да дойде с тях на карнавала. Там Мишел открадва часовник и ги изоставя. След това инспектора засича Мишел в един бар и го пита дали е възможно той да му покаже книга, посветена на джебчийството на гарата, ако я притежава. На сутринта, в уречения час Мишел отива в полицейското управление с книгата, но инспектора само бегло я поглежда. Мишел се връща в апартамента си и осъзнава, че всичко е било инсценировка за да може да бъде претърсено жилището му. Въпреки това, полицаите не са успели да открият скривалището с крадените пари.
Майката на Мишел умира и той отива на погребението заедно с Жана. По-късно инспекторът посещава Мишел в апартамента и му съобщава, че в дома на майка му са открити крадени пари. След това обаче отхвърля обвиненията от нея, вероятно досещайки се, че крадеца е всъщност сина и. Инспекторът не арестува Мишел, а той решава да напусне страната. Мишел пътува през Милано за Рим, откъдето се озовава в Англия. Прекарва „две плодоносни години в Лондон“, но всичките пари, които е откраднал пропилява по жени и алкохол.
Връщайки се във Франция, Мишел отива да посети Жана, която има дете от Жак, но не желае да се омъжи за него и едва се издържа. За да я подкрепи, Мишел отново започва да „работи“, но се поддава на изкушението и се връща на хиподрума. Там е заловен от цивилен полицай. Осъден е и попада в затвора. Там редовно го посещава Жана. На едно свиждане Мишел осъзнава, че е влюбен в нея.

## В ролите
| Изпълнител    | Роля                      |
| ------------- | ------------------------- |
| Мартин Ла Сал | Мишел                     |
| Марика Греен  | Жана                      |
| Жан Пелегри   | инспектора                |
| Доли Скал     | майката на Мишел          |
| Пиер Леймари  | Жак                       |
| Касажи        | единия джебчия от бандата |
| Пиер Ети      | другия джебчия от бандата |
| Сезар Катеньо | цивилния инспектор        |

## Номинации
- 1960 Номинация за „Златна мечка“ за най-добър филм от Берлинския международен филмов фестивал.
- 2005 Номинация за наградата Сателайт за отличително класическо DVD. [2]